# Slagharen
Slagharen is een dorp in de gemeente Hardenberg, dat gelegen is in Noord-Salland in de Nederlandse provincie Overijssel. In 2023 telde het dorp 3.230 inwoners. Slagharen is als vervenersnederzetting ontstaan rond 1840, toen Duitse veenarbeiders (hannekemaaiers) richting Oost-Nederland trokken.

## Geschiedenis
De naam Slagharen is afkomstig van 'slag', wat stuk grond of land betekent, gecombineerd met 'haare', wat hoger gelegen gebied betekent. Dit laatste gegeven vindt men nog terug in het feit dat oudere Slagharenaren nog steeds 'op Slagharen' zeggen wanneer zij bedoelen dat zich iets binnen de dorpsgrenzen bevindt.
Door Slagharen liep het kanaal de Lutterhoofdwijk van Lutten richting De Krim en Coevorden. Dit kanaal werd aangelegd midden in de 19e eeuw. Rond 1884 passeerden 10.729 schepen de brug in Slagharen. Na de Tweede Wereldoorlog verloor het kanaal zijn belang voor de scheepvaart en werd het gedeelte in Slagharen gedempt. De N377 werd over het tracé van het kanaal aangelegd.
In 1897 opende de DSM de stoomtramlijn Dedemsvaart - Coevorden, waaraan Slagharen lag. In 1905 werd het dorp een knooppunt binnen het net van deze maatschappij doordat ook de lijn Slagharen - Hoogeveen geopend werd. In 1939 werd de lijn naar Hoogeveen opgeheven en in 1947 de lijn naar Coevorden.
Slagharen is sinds 1963 bekend van het (Shetland) Ponypark Slagharen, opgericht door Henk Bemboom. Dit park is inmiddels omgedoopt tot Attractiepark Slagharen.
Hier was eveneens het recreatiecentrum De Bonte Wever gevestigd, tot het in mei 2001 volledig in de as werd gelegd. Dit recreatie- en congrescentrum was oorspronkelijk ontstaan in de fabriekshallen van weverij de Nederlandse Bontweverij na het faillissement van dit bedrijf. Eigenaar en Slagharenaar Hennie van der Most zou het concept van hergebruik van bedrijfspanden, dat bij De Bonte Wever voor het eerst door hem werd toegepast, nog meerdere malen herhalen op andere plekken, zoals bij De Koperen Hoogte en in Kalkar.
Postorderbedrijf Wehkamp werd in 1952 als Wehkamp's Fabriekskantoor door Herman Wehkamp in Slagharen opgericht. Daarna was het opslagdepot tot 2015 gevestigd in Dedemsvaart. Het opslagdepot van het bedrijf Wehkamp is samen met het hoofdkantoor gevestigd in Zwolle.
Slagharen is een overwegend rooms-katholieke enclave in een hoofdzakelijk protestantse omgeving. Slagharen heeft dan ook als een van de weinige dorpen in deze omgeving een jarenlange traditie in carnaval vieren. De officiële carnavalsvereniging opgericht in 1972 heet "De Turftrappers" en verder zijn er ook een aantal vriendenclubs die ook carnaval vieren. Het dorp heet gedurende het carnaval Turfgat waarbij Café Ome Dries als hofresidentie fungeert.
In Slagharen wordt een Nedersaksisch overgangsdialect tussen Sallands en Drents gesproken.

## Geboren
- Chantal Beltman (1976), wielrenster
- Ghita Beltman (1978), wielrenster
- Henk Bemboom (1921-2014), ondernemer
- Hennie van der Most (1950), ondernemer
- Rita Spijker (1957), schrijfster
- Herman Wehkamp (1918-2013), ondernemer
- Nicole Temmink (1987), voormalig politica

## Woonachtig (geweest)
- Hermien Timmerman (Hermien van der Weide) (1943-2003), zangeres Gert en Hermien